# Studeforspand ved Vordingborg
|  | Denne artikel er oprettet af botten Steenthbot ud fra en ekstern database. Den kan derfor have sproglige fejl eller mangler. Denne skabelon kan fjernes efter kontrol af indholdet. |

Studeforspand ved Vordingborg er en dansk dokumentarisk optagelse fra 1927.

## Handling
Studeforspand, Knudshoved ved Vordingborg. Studen er beslået med studesko. Optagelsen er lavet af museumsinspektør Kai Uldall (1890-1988), som meget tidligt arbejdede med filmmediet som kulturhistorisk dokumentation.